# Gassosa al limone
La gassosa al limone è una bevanda gassata analcolica al sapore di limone, di origine calabrese. Essa è a base di acqua, zucchero ed acido citrico; si presenta con un aspetto cristallino ed un intenso aroma di limone.  Il Ministero delle Politiche Agricole Alimentari e Forestali ha inserito questa bibita nella lista dei Prodotti Agroalimentari Tradizionali della regione Calabria.

## Tecnica di lavorazione
Viene preparata la giusta dose all'interno sala sciroppo, successivamente viene inserita nel pastorizzatore, e poi nella campana dosatrice, dove la bottiglia ne prende la giusta quantità, infine la bottiglia passa nella "riempitrice", dove si completa la bevanda con acqua e anidride carbonica, si imbottiglia e si etichetta. Nella sua forma "artigianale" le "bollicine" classiche erano il frutto della fermentazione al sole del liquido contenuto nelle bottigliette create in vetro appositamente per la gassosa, dalla quale ne derivava una bibita meno gassata e meno dolce rispetto a quelle che sono normalmente in commercio oggi.